# 陀涅塔
陀涅塔（芬蘭語：Tuonetar）是芬蘭神話的地府女神。陀尼的妻子，她和陀尼一起統治地下世界陀涅拉（地府）。陀涅塔被認為是死亡處女和冥界的女神。她是羅薇塔等和眾多瘟疫、疾病、惡魔和怪物的母親。

## 备注
在孙用的中文《卡勒瓦拉》译本（1985年）里，译为“多讷达尔”，解释为“多讷拉之女神”。

## 脚注
1. ↑  Bryant, Clifton D. . SAGE Publications. 2009: 345. ISBN 978-1452266169.
2. ↑  Bartlett, Sarah. . Sterling Publishing Company, Inc. 2009: 139. ISBN 978-1402770029.
3. ↑  孙用（译者）. . 北京: 人民文学出版社. 1985年 （中文）. 书号为10019-3180